# Monti Akitkan
I monti Akitkan (in russo хребет Акиткан?, chrebet Akitkan) sono una catena montuosa della Russia, situata nel territorio dell'oblast' di Irkutsk e della Buriazia.
La catena si estende da sud a nord-est per circa 300 km a nord del lago Bajkal. È delimitata a sud dai monti del Bajkal, a ovest dalla depressione del Cis-Bajkal (Предбайкальская впадина), a nord dalla Lena, a nord-est dalla valle della Čaja (affluente della Lena). La vetta più alta è un picco senza nome alto 2 067 m situato all'estremità sud-ovest della catena. Le altezze delle cime, intorno ai 2 000 metri nella sezione meridionale, diminuiscono a 1 600 metri in quella settentrionale.
Hanno le loro sorgenti sui monti Akitkan: il Čečuj (tributario della Lena) e numerosi affluenti della Kirenga, come il Minja, l'Okunajka e il Kutima.